# 第一基督教会
第一基督教会（First Church of Christ）是一个历史悠久的教堂，位于哈特福德黄金街60号。它是该市最古老的堂会，1636年由托马斯·胡克牧师创立，当时属于归正会。信徒来自英国，在马萨诸塞立足四年后因与马萨诸塞政府的争执而离开。毗邻的墓地可以追溯到1640年。目前的教堂建于1807年，属于联合基督教会。1972年列入国家史迹名录。